# Comix Club
Comix Club est une revue trimestrielle française consacrée à la critique de bande dessinée publiée par les éditions Groinge entre 2004 et 2010.

## Formule
- Si vous ne connaissez pas le sujet, laissez ce bandeau (vous pouvez alors contacter les auteurs).
- Si vous supprimez le contenu mis en cause (vous pouvez préalablement contacter les auteurs),

argumentez précisément cette suppression dans la page de discussion
(un manque de référence n'est pas un argument ; une recherche réelle de référence doit avoir été effectuée, être formellement documentée).
Se voulant à l'origine un espace de débat ou les auteurs pourraient se répondre d'articles en articles, les premiers numéros sont des courts fascicules. Ils contiennent la retranscription de table ronde et permettent une réactivité forte. Cependant, ce mode de fonctionnement empêche une diffusion plus large, les premiers fascicules sont donc réuni dans une revue diffusée en librairie et dirigée par Big Ben. S'ils ne permettent pas de rebondir aussi facilement, l'idée est la même : ouvrir le débat.
Deux numéros sont publiés en suivant cette formule, mais le rythme de parution ne permet pas de réellement créer le débat. Un troisième numéro parait plus d'un an plus tard. Les éditeurs (Big Ben et Fafé) décident alors de changer de formule. Chaque numéro sera désormais consacré à un auteur, qui réalisera la couverture, se verra consacré un entretien puis des articles à son sujet. Parfois un autre auteur peut se voir consacrer un entretien et quelques articles, un thème peut également faire l'objet d'un petit dossier. Mais dans la majorité des cas, après le dossier sur l'auteur invité, les articles sont variés et peuvent parler de tout. Le traducteur et critique Jean-Paul Jennequin est nommé rédacteur en chef, et le restera jusqu'à l'arrêt de la revue.
Si la revue n'interdit pas l'étude d'un livre en particulier, on n'y trouve cependant pas de chroniques d'ouvrages, ou de rubrique d'actualité.
Enfin, il faut noter[style à revoir] que du premier au dernier numéro, la revue a souhaité publier des réflexions sur la bande dessinée, mais aussi en bande dessinée. De nombreux auteurs choisissent en effet le moyen d'expression usuel pour développer leurs réflexions, ce qui permet de donner à Comix Club une touche unique parmi les revues de bande dessinée.

## Détails des numéros
Dans le cas où le numéro présente plusieurs interview d'auteurs, celui qui est en couverture (et a le dossier le plus important) est indiqué en premier. Le dernier numéro traite trois auteurs de la même manière.
- No 1, juin 2004.
- No 2, octobre 2004.
- No 3, mars 2006 : Hommage à Charlie Schlingo.
- No 4, février 2007 : James Kochalka et Nylso.
- No 5, juin 2007 : John Porcellino.
- No 6, novembre 2007 : Gunnar Lundkvist, dossier sur les zombies.
- No 7, février 2008 : Tom Hart.
- No 8, mai 2008 : Comment dessinez-vous ? - rencontre avec 13 auteurs contemporains.
- No 9, novembre 2008 : Olivier Josso et Gabrielle Bell.
- No 10, février 2009 : Michel Rabagliati, les éditions La Cafetière et la bande dessinée au Québec.
- No 11, février 2010 : Alec Longstreth (en), Dash Shaw et Kazimir Strzepek.